# San Felipe (Panamá)
San Felipe es un corregimiento del distrito de Panamá, ubicado en el centro urbano de la ciudad de Panamá. Ocupa el lugar en el que originalmente se construyó la nueva ciudad de Panamá, fundada oficialmente en 1673 y protegida por una muralla posteriormente construida en 1678. Debido a esto, en este corregimiento está ubicada la mayor parte del Casco Antiguo de Panamá de la ciudad, antiguamente correspondiente a la zona de intramuros. El actual corregimiento fue creado el 29 de abril de 1915, junto a los de Santa Ana, Calidonia y El Chorrillo.

## Geografía
El barrio de San Felipe está situado en una península que ha conservado el trazado ortogonal que se le dio a la nueva ciudad de Panamá, así como numerosos edificios civiles y religiosos, algunos de ellos reconstruidos con las mismas piedras de Panamá la Vieja.  Hoy día se pueden observar también parte de las murallas de la nueva ciudad.

### Ubicación
| Noroeste: Santa Ana             | Norte: Océano Pacífico | Noreste: Océano Pacífico |
| Oeste: Santa Ana y El Chorrillo |                        | Este: Océano Pacífico    |
| Suroeste: Océano Pacífico       | Sur: Océano Pacífico   | Sureste: Océano Pacífico |